# Alfred de Marmier
Pour les articles homonymes, voir Marmier.
 (juin 2025).
Alfred Philippe Étienne Gabriel Ferdinand, 2e duc de Marmier (Ray-sur-Saône (Haute-Saône), 7 mai 1805 – Ray-sur-Saône (Haute-Saône), 9 août 1873), est un homme politique français du XIXe siècle.

## Biographie
Fils de Philippe-Gabriel, 1er duc de Marmier et de Jacqueline-Béatrice-Gabrielle-Stéphanie de Choiseul-Stainville, Alfred de Marmier entre au conseil d'État, où il devient maître des requêtes
Il est nommé chevalier de la Légion d'honneur (6 mai 1838), conseiller d'État, puis conseiller d'État honoraire en 1847.
Candidat à la députation dans le 2e collège de la Haute-Saône (Jussey) le 9 août 1845, en remplacement de son père décédé, il est élu, contre M. Amédée Thierry, et réélu, le 1er août 1846, contre 140 à M. Thierry. Il siége au centre sans se faire remarquer.
Rentré dans la vie privée en février 1848, il devient maître de forges à Seveux et conseiller général du canton de Dampierre-sur-Salon.
Aux élections du 1er juin 1863, il se présente comme candidat de l'opposition an Corps législatif dans la 3e circonscription de la Haute-Saône, et est élu, contre le député sortant, M. Lélut.
Mais les élections suivantes lui sont défavorables. Il échoue le 14 mai 1869, contre l'élu officiel, MM. Napoléon Gourgaud, et Dufournel. 
Cette élection ayant été invalidée, les électeurs, convoqués à nouveau le 17 janvier 1870, donnent à Alfred de Marmier 11 387 voix, contre 8 845 au député sortant, le baron Gourgaud, et 286 à M. Perron. 
Alfred de Marmier adhéra à la demande d'interpellation des 116, et à la guerre contre la Prusse.
Élu, encore, le 8 février 1871, représentant de la Haute-Saône, à l'Assemblée nationale, le 4e sur 6, il prend place au centre droit, et vote :
- pour les préliminaires de la paix,
- pour l'abrogation des lois d'exil,
- pour la pétition des évêques,
- pour le pouvoir constituant de l'Assemblée,
- contre la démission de Thiers au 24 mai,
- et s'abstient sur le service militaire de trois ans.

Il avait été élu à nouveau, le 8 octobre 1871, conseiller général du canton de Dampierre-sur-Salon. Il mourut en août 1873 et fut remplacé, le 8 février 1874, par Anne-Charles Hérisson.

## Mariage et descendance
Alfred de Marmier épouse le 29 décembre 1832 Henriette Ariane Charlotte Dubois de Courval (1814-1892), fille d'Alexis Dubois de Courval, conseiller-général et député de l'Aisne, et de Charlotte Saladin, sa seconde épouse.
De ce mariage est issu un fils : 
Raynald de Marmier, 3e duc de Marmier (1834-1917),  marié en 1856 avec Louise Coralie Le Marois (1836-1858), fille de Jules Polydore Le Marois, puis en 1865 avec Marguerite de Moustier (1844-1919), fille de Léonel de Moustier. Dont postérité du deuxième mariage.